# Auberle & Co. KG
Auberle & Co. KG ist eine Zeichentrickserie aus 26 Folgen von etwa 10 Minuten Länge je Folge. Sie wurde zwischen 1986 und 1988 im Auftrage des Süddeutschen Rundfunks (SDR) produziert und im Vorabendprogramm ausgestrahlt. Das Erste übertrug die Serie im Jahre 1989 (SWR), sowie kurz vor Ende des 20. Jahrhunderts (ARD) als Der doppelte Auberle. Dabei wurden jeweils zwei Folgen zusammen gezeigt, so dass sich effektiv 13 Sendetermine ergaben.

## Inhalt
Die Handlung spielt im schwäbischen Schwabhausen, wo die Erfindergesellschaft „Karl Auberle & Co. KG“ bestehend aus dem Erfinder Karl Auberle, seinem Assistenten Kurt-Georg und dem Hund Connie meist einen Auftrag für irgendeine mehr oder weniger sinnvolle Erfindung bekommt. Es wird sofort ans Werk gegangen, Kurt-Georg wird mit den Worten „Kurt-Georg, sauf aus, jetzt wird g'schafft“ aufgefordert auszutrinken. Dann geht meistens etwas schief, was Kurt-Georg kommentiert mit „Sauberle, Herr Auberle“, bevor sich dann doch noch alles zum Guten wendet, und die Maschine ihren Dienst tut. Zum Schluss wird der Chef dann noch von seiner Frau Gertrude gelobt, mit den Worten „Ach, mei Karle, der isch halt e Kerle“. Einige der Sprüche aus der Serie sind auch heute noch weit verbreitet und haben sich im deutschen Sprachschatz etabliert.

## Produktion
Für das Drehbuch und die Ausarbeitung der Handlungen zeichnet Manfred Naegele verantwortlich. Die Zeichnungen stammen aus der Feder von Fritz Arnold und Kurt Sonn. Für die musikalische Untermalung war der freischaffende Komponist Dieter Reith zuständig und Armin Lang, der sich auch für die Produktion für die Werbetrenner Äffle und Pferdle verantwortlich zeigte, leitete im Auftrage des SDR die Produktion.

## Sprecher
- Karl Auberle: Walter Schultheiß
- Kurt-Georg: Armin Lang
- Gertrude Auberle: Trudel Wulle[2]
- Off-Sprecher: Dieter Eppler